# Grand Prix-wegrace van Oostenrijk 1985
De Grand Prix-wegrace van Oostenrijk 1985 was de vijfde Grand Prix van het wereldkampioenschap wegrace-seizoen 1985. De races werden verreden op 2 juni 1985 op de Salzburgring nabij Salzburg.

## Algemeen
Zowel de 500cc- als de zijspanklasse werden gehinderd door regen, waardoor beide klassen hun races in twee manches moesten afwerken. Daardoor werd voor het eerst een nieuwe regel van de FIM toegepast: Niet de posities in beide manches telden voor de einduitslag, maar de bij elkaar opgetelde tijden. 

## 500cc-klasse

### De training
Eddie Lawson reed de tweede trainingstijd, maar was bepaald niet tevreden, temeer omdat hij ruim een halve seconde verloor op Freddie Spencer. Het Marlboro-Yamaha-team werkte de hele nacht door om nog wat extra vermogen uit de Yamaha OW 81 te halen. Kenny Roberts, die als toeschouwer aanwezig was, dacht dat Spencer met de driecilinder Honda NS 500 nog sneller zou kunnen zijn, maar dat was een gepasseerd station: Spencer reed de trainingen en de race gewoon met de viercilinder Honda NSR 500. Toch waren Lawson en Spencer nog een klasse apart: Christian Sarron was met zijn Yamaha nog ruim een seconde langzamer dan Lawson en de Honda NS-rijders Randy Mamola, Ron Haslam, Wayne Gardner en Takazumi Katayama stonden daar nog achter. 

#### Trainingstijden
| Pos | Coureur           | Merk                      | Tijd    |
| --- | ----------------- | ------------------------- | ------- |
| 1.  | Freddie Spencer   | Rothmans-HRC-Honda        | 1"18'13 |
| 2.  | Eddie Lawson      | Marlboro-Yamaha           | 1"18'78 |
| 3.  | Christian Sarron  | Gauloises-Sonauto-Yamaha  | 1"18'83 |
| 4.  | Randy Mamola      | Rothmans-HRC-Honda        | 1"19'25 |
| 5.  | Ron Haslam        | Rothmans-HRC-Honda-UK     | 1"19'76 |
| 6.  | Wayne Gardner     | Rothmans-HRC-Honda-UK     | 1"19'88 |
| 7.  | Raymond Roche     | Marlboro-Yamaha           | 1"20'02 |
| 8.  | Tadahiko Taira    | Yamaha                    | 1"20'23 |
| 9.  | Takazumi Katayama | Bakker-Rothmans-HRC-Honda | 1"20'24 |
| 10. | Boet van Dulmen   | Bakker-Honda              | 1"20'41 |

### De race

#### Eerste manche
Bij aanvang van de 500cc-race in Oostenrijk scheen de zon. Bij de start kwamen Thierry Espié en Mike Baldwin met elkaar in botsing. Baldwin kon alsnog vertrekken, maar Espié's machine was te zwaar beschadigd. Freddie Spencer had een zeer slechte start terwijl Randy Mamola de leiding nam, gevolgd door Christian Sarron, Eddie Lawson, Ron Haslam, Didier de Radiguès, Rob McElnea, Spencer en Boet van Dulmen. Sarron en Lawson leken weg te lopen, maar na vier ronden nam Spencer de leiding al over. Het begon echter te regenen, waardoor de race na zestien ronden werd afgevlagd. 

#### Tweede manche
Conform het nieuwe reglement van de FIM zou er een tweede manche volgen, waarbij de tijden van beide manches opgeteld de winnaar zouden bepalen. Volgens afspraak mochten de coureurs in de pit andere banden monteren, maar na de opwarmronde besloot een aantal van hen (veertien rijders) alsnog banden te wisselen, tot woede van hen die genoegen namen met hun eerste keuze. Het deed ook het effect van de opwarmronde teniet, want alles stond weer af te koelen. Het merendeel ging van start op intermediates of opgesneden slicks. Opnieuw namen Spencer, Lawson en Sarron de leiding, maar Sarron had net als Wayne Gardner en Ron Haslam voor volle regenbanden gekozen en op de opdrogende baan moest hij al snel afhaken. Zo ontstond een gevecht om de leiding tussen Spencer en Lawson. Spencer kreeg echter bandenproblemen en moest Lawson, die ook wat resoluter was bij het passeren van achterblijvers, laten gaan. Lawson won de tweede manche, maar toen de tijden bij elkaar geteld waren bleek Spencer 0,03 seconde sneller te zijn geweest. 

#### Uitslag 500cc-klasse
| Pos | Coureur             | Merk                      | Tijd      | Grid | Punten |
| --- | ------------------- | ------------------------- | --------- | ---- | ------ |
| 1   | Freddie Spencer     | Rothmans-HRC-Honda        | 40"40'48  | 1    | 15     |
| 2   | Eddie Lawson        | Marlboro-Yamaha           | 40"40'51  | 2    | 12     |
| 3   | Christian Sarron    | Gauloises-Sonauto-Yamaha  | 41"14'84  | 3    | 10     |
| 4   | Randy Mamola        | Rothmans-HRC-Honda        | 41"27'01  | 4    | 8      |
| 5   | Rob McElnea         | Skoal Bandit-Heron-Suzuki | 42"02'32  | 15   | 6      |
| 6   | Didier de Radiguès  | ELF-Chevallier-HRC-Honda  | 42"05'76  | 14   | 5      |
| 7   | Mike Baldwin        | Honda                     | 42"21'14  | 11   | 4      |
| 8   | Boet van Dulmen     | Bakker-Honda              | 42"21'23  | 10   | 3      |
| 9   | Tadahiko Taira      | Yamaha                    | 42"22'34  | 8    | 2      |
| 10  | Raymond Roche       | Marlboro-Yamaha           | 42"34'42  | 7    | 1      |
| 11  | Eero Hyvärinen      | Honda                     | 42"35'08  | 22   |        |
| 12  | Gustav Reiner       | Bakker-Honda              | 42"35'76  | 18   |        |
| 13  | Franco Uncini       | HB-Gallina-Suzuki         | 42"51'42  | 16   |        |
| 14  | Takazumi Katayama   | Bakker-Rothmans-HRC-Honda | +1 ronde  | 9    |        |
| 15  | Wayne Gardner       | Rothmans-HRC-Honda-UK     | +1 ronde  | 6    |        |
| 16  | Ron Haslam          | Rothmans-HRC-Honda-UK     | +1 ronde  | 5    |        |
| 17  | Wolfgang von Muralt | Bakker-Suzuki             | +1 ronde  | 17   |        |
| 18  | Karl Truchsess      | Honda                     | +1 ronde  | 21   |        |
| 19  | Christian Le Liard  | ELF-Chevallier-Honda      | +1 ronde  | 19   |        |
| 20  | Dave Petersen       | Honda                     | +1 ronde  | 23   |        |
| 21  | Manfred Fischer     | Honda                     | +1 ronde  | 24   |        |
| 22  | Paul Iddon          | Suzuki                    | +2 ronden | 29   |        |
| 23  | Keith Huewen        | Honda                     | +2 ronden | 13   |        |
| 24  | Rob Punt            | Suzuki                    | +2 ronden | 26   |        |
| 25  | Marco Gentile       | Yamaha                    | +2 ronden | 28   |        |
| 26  | Josef Doppler       | Suzuki                    | +2 ronden | 32   |        |
| 27  | Simon Buckmaster    | Suzuki                    | +2 ronden | 30   |        |
| 28  | Gary Lingham        | Suzuki                    | +3 ronden | 34   |        |

#### Niet gefinisht
| Coureur           | Merk              | Oorzaak | Grid |
| ----------------- | ----------------- | ------- | ---- |
| Henk van der Mark | SNRT-Honda        | Val     | 20   |
| Georg Jung        | Suzuki            |         | 33   |
| Fabio Biliotti    | Honda             |         | 27   |
| Sito Pons         | HB-Gallina-Suzuki |         | 25   |
| Josef Ragginger   | Suzuki            |         | 31   |
| Massimo Broccoli  | Suzuki            |         | 35   |
| Thierry Espié     | Chevallier-Honda  | Val     | 12   |

#### Niet deelgenomen
| Coureur           | Merk       | Oorzaak         |
| ----------------- | ---------- | --------------- |
| Mile Pajic        | SNRT-Honda | Blessure        |
| Neil Robinson     | Suzuki     | Geen motorfiets |
| Marco Lucchinelli | Cagiva     | Teambeleid      |
| Virginio Ferrari  | Cagiva     | Teambeleid      |

### Top tien tussenstand 500cc-klasse
| Pos. | Coureur            | Merk                      | Ptn. |
| ---- | ------------------ | ------------------------- | ---- |
| 1    | Freddie Spencer    | Rothmans-HRC-Honda        | 69   |
| 2    | Eddie Lawson       | Marlboro-Yamaha           | 59   |
| 3    | Christian Sarron   | Gauloises-Sonauto-Yamaha  | 46   |
| 4    | Wayne Gardner      | Rothmans-HRC-Honda-UK     | 33   |
| 5    | Ron Haslam         | Rothmans-HRC-Honda-UK     | 26   |
| 6    | Randy Mamola       | Rothmans-HRC-Honda        | 25   |
| 7    | Didier de Radiguès | ELF-Chevallier-HRC-Honda  | 21   |
| 8    | Rob McElnea        | Skoal Bandit-Heron-Suzuki | 12   |
| 9    | Raymond Roche      | Marlboro-Yamaha           | 11   |
| 10   | Mike Baldwin       | Honda                     | 10   |

## 250cc-klasse

### De training
De tijdwaarnemers speelden een wat vreemde rol op de Salzburgring. Volgens de tijdwaarneming was Toni Mang slechts 0,05 seconde langzamer dan Freddie Spencer, maar Sepp Schlögl, de tuner van Mang's Honda, had hem zelf ruim 1½ seconde langzamer geklokt. Wellicht wilde men de vele Beierse supporters van Mang wat hoop geven, maar binnen zijn team was die er in elk geval niet. 

#### Trainingstijden
| Pos | Coureur         | Merk               | Tijd    |
| --- | --------------- | ------------------ | ------- |
| 1.  | Freddie Spencer | Rothmans-HRC-Honda | 1"22'75 |
| 2.  | Toni Mang       | Marlboro-HRC-Honda | 1"22'80 |
| 3.  | Carlos Lavado   | Venemotos-Yamaha   | 1"23'95 |
| 4.  | Martin Wimmer   | Mitsui-Yamaha      | 1"24'18 |
| 5.  | Carlos Cardús   | JJ Cobas-Rotax     | 1"24'24 |
| 6.  | Maurizio Vitali | Garelli            | 1"24'46 |
| 7.  | Thomas Bacher   | Rotax              | 1"24'51 |
| 8.  | August Auinger  | Bartol             | 1"24'56 |
| 9.  | Hans Lindner    | Bakker-Rotax       | 1"24'59 |
| 10. | Fausto Ricci    | Rothmans-HRC-Honda | 1"24'90 |

### De race
Dat de Salzburgring slechts 15 km van de Beierse grens lag was goed te merken aan het gejuich dat de Duitse toeschouwers veroorzaakten toen Toni Mang de leiding in de 250cc-race nam. Hij werd toen nog gevolgd door Fausto Ricci, Maurizio Vitali en daarachter pas Freddie Spencer. Vitali kreeg echter problemen en zakte langzaam weg tot buiten de top tien, terwijl Spencer zijn race rustig opbouwde tot hij aansloot bij Mang. Toen ontstond er een spelletje, waarbij Mang en Spencer regelmatig van positie wisselden, tot het gejuich zeven ronden voor het einde veranderde in gefluit. Spencer had nu echt gas gegeven en reed Mang nog op 1½ seconde. Ricci werd op flinke achterstand derde, nog voor Martin Wimmer, die tegenviel omdat zijn machine niet optimaal liep. 

#### Uitslag 250cc-klasse
| Pos | Coureur             | Merk                        | Tijd     | Grid | Punten |
| --- | ------------------- | --------------------------- | -------- | ---- | ------ |
| 1   | Freddie Spencer     | Rothmans-HRC-Honda          | 35"19'89 | 1    | 15     |
| 2   | Toni Mang           | Marlboro-HRC-Honda          | 35"21'47 | 2    | 12     |
| 3   | Fausto Ricci        | Rothmans-HRC-Honda          | 35"32'87 | 10   | 10     |
| 4   | Martin Wimmer       | Mitsui-Yamaha               | 35"33'99 | 4    | 8      |
| 5   | Loris Reggiani      | Aprilia-Rotax               | 35"34'99 | 15   | 6      |
| 6   | Hans Lindner        | Bakker-Rotax                | 35"35'25 | 9    | 5      |
| 7   | Juan Garriga        | JJ Cobas-Rotax              | 35"35'49 | 21   | 4      |
| 8   | Pierre Bolle        | Bakker-Parisienne           | 35"36'05 | 19   | 3      |
| 9   | Carlos Lavado       | Venemotos-Yamaha            | 35"36'30 | 3    | 2      |
| 10  | Siegfried Minich    | Yamaha                      | 35"37'37 | 17   | 1      |
| 11  | August Auinger      | Bartol                      | 35"52'06 | 8    |        |
| 12  | Thierry Rapicault   | Yamaha                      | 35"52'34 | 24   |        |
| 13  | Jacques Cornu       | Parisienne-Honda            | 35"53'41 | 30   |        |
| 14  | Niall Mackenzie     | Silverstone-Armstrong-Rotax | 35"53'65 | 29   |        |
| 15  | Maurizio Vitali     | Garelli                     | 35"53'97 | 6    |        |
| 16  | Roland Freymond     | Yamaha                      | 35"58'12 | 33   |        |
| 17  | Alan Carter         | Honda                       | 35"58'49 | 12   |        |
| 18  | Dominique Sarron    | Rothmans-Honda              | 35"58'95 | 23   |        |
| 19  | Donnie McLeod       | Silverstone-Armstrong-Rotax | 35"59'14 | 11   |        |
| 20  | Michel Galbit       | Yamaha                      | 36"05'77 | 32   |        |
| 21  | Karl-Thomas Grässel | Honda                       | 36"06'07 | 22   |        |
| 22  | Josef Hutter        | Bartol                      | 36"08'77 | 18   |        |
| 23  | Patrick Fernandez   | JJ Cobas-Rotax              | 36"11'17 | 26   |        |
| 24  | Hans Becker         | Yamaha                      | 36"11'45 | 25   |        |
| 25  | Thomas Bacher       | Rotax                       | 36"42'37 | 7    |        |
| 26  | Erich Klein         | Rotax                       | +1 ronde | 20   |        |

#### Niet gefinisht
| Coureur                | Merk           | Oorzaak | Grid |
| ---------------------- | -------------- | ------- | ---- |
| Carlos Cardús          | JJ Cobas-Rotax |         | 5    |
| René Delaby            | Rotax          |         | 13   |
| Edwin Weibel           | Yamaha         |         | 16   |
| Jean-Louis Guignabodet | MIG-Rotax      |         | 28   |
| Antonio García         | JJ Cobas-Rotax |         | 31   |
| Andy Watts             | EMC-Rotax      | Val     | 36   |
| Antonio Neto           | JJ Cobas-Rotax |         | 34   |
| Harald Eckl            | Juchem-Yamaha  | Val     | 35   |

#### Niet gestart
| Coureur         | Merk          | Grid | Oorzaak |
| --------------- | ------------- | ---- | ------- |
| Reinhold Roth   | Juchem-Yamaha |      |         |
| Mario Rademeyer | Yamaha        |      |         |

#### Niet deelgenomen
| Coureur             | Merk              | Oorzaak    |
| ------------------- | ----------------- | ---------- |
| Manfred Herweh      | Bakker-Real-Rotax | Blessure   |
| Luis Miguel Reyes   | JJ Cobas-Rotax    | Blessure   |
| Jean-François Baldé | Pernod            | Teambeleid |
| Jacky Onda          | Pernod            | Teambeleid |
| Ángel Nieto         | Garelli           | Blessure   |
| Stéphane Mertens    | Yamaha            | Blessure   |

### Top tien tussenstand 250cc-klasse
| Pos. | Coureur         | Merk               | Ptn. |
| ---- | --------------- | ------------------ | ---- |
| 1    | Freddie Spencer | Rothmans-HRC-Honda | 59   |
| 2    | Toni Mang       | Marlboro-HRC-Honda | 50   |
| 3    | Martin Wimmer   | Mitsui-Yamaha      | 41   |
| 4    | Carlos Lavado   | Venemotos-Yamaha   | 37   |
| 5    | Fausto Ricci    | Rothmans-HRC-Honda | 22   |
| 6    | Alan Carter     | Honda / HRC-Honda  | 18   |
| 7    | Loris Reggiani  | Aprilia-Rotax      | 16   |
| 8    | Carlos Cardús   | JJ Cobas-Rotax     | 11   |
| 9    | Mario Rademeyer | Yamaha             | 10   |
| 10   | Reinhold Roth   | Juchem-Yamaha      | 9    |

## 125cc-klasse

### De training

#### Trainingstijden
| Pos | Coureur            | Merk        | Tijd     |
| --- | ------------------ | ----------- | -------- |
| 1.  | Ezio Gianola       | FMI-Garelli | 1"29'12  |
| 2.  | Bruno Kneubühler   | LCR-MBA     | 1"29'40  |
| 3.  | Fausto Gresini     | FMI-Garelli | 1"29'54  |
| 4.  | Fabio Meozzi       | MBA         | 1"30'11  |
| 5.  | August Auinger     | Bartol-MBA  | 1"30'13  |
| 6.  | Pier Paolo Bianchi | MBA         | 1"30'25  |
| 7.  | Olivier Liégeois   | MBA         | 1"30'48  |
| 8.  | Luca Cadalora      | MBA         | 1"30'680 |
| 9.  | Lucio Pietroniro   | MBA         | 1"30'90  |
| 10. | Alfred Waibel      | MBA         | 1"31'80  |

### De race
Na de eerste ronde van de 125cc-race leidde Pier Paolo Bianchi nog, maar zijn MBA maakte vreemde geluiden waardoor hij het gas wat dichtdraaide en zich liet terugzakken naar de vierde plaats. In eerste instantie leken de Garelli-rijders Ezio Gianola en Fausto Gresini daarvan te profiteren, maar zij kregen tegenstand van August Auinger, die in de vierde ronde de leiding nam. Zo ontstond een spannende strijd, want de Garelli's moesten slipstreamen om Auinger op de vlakke delen te kunnen volgen, terwijl op het hellende deel Auinger alle zeilen moest bijzetten om de Garelli's te kunnen volgen. Drie ronden voor het einde beslechtte Gresini het pleit in zijn voordeel door de snelste ronde te rijden en uiteindelijk enkele tienden van seconden weg te lopen van Auinger, die nipt tweede werd voor Gianola. 

#### Uitslag 125cc-klasse
| Pos | Coureur            | Merk        | Tijd     | Grid | Punten |
| --- | ------------------ | ----------- | -------- | ---- | ------ |
| 1   | Fausto Gresini     | FMI-Garelli | 34"24'79 | 3    | 15     |
| 2   | August Auinger     | Bartol-MBA  | 34"25'05 | 5    | 12     |
| 3   | Ezio Gianola       | FMI-Garelli | 34"25'74 | 1    | 10     |
| 4   | Pier Paolo Bianchi | MBA         | 35"06'60 | 6    | 8      |
| 5   | Bruno Kneubühler   | LCR-MBA     | 35"16'63 | 2    | 6      |
| 6   | Olivier Liégeois   | MBA         | 35"19'03 | 7    | 5      |
| 7   | Lucio Pietroniro   | MBA         | 35"19'73 | 9    | 4      |
| 8   | Håkan Olsson       | MBA         | 35"19'93 | 14   | 3      |
| 9   | Alfred Waibel      | MBA         | 35"20'20 | 10   | 2      |
| 10  | Jean-Claude Selini | MBA         | 35"30'17 | 12   | 1      |
| 11  | Domenico Brigaglia | MBA         | 35"30'17 | 13   |        |
| 12  | Willy Pérez        | MBA         | 35"39'53 | 11   |        |
| 13  | Jacky Hutteau      | MBA         | 35"39'53 | 19   |        |
| 14  | Anton Straver      | MBA         | 35"40'10 | 18   |        |
| 15  | Andres Sánchez     | MBA         | 35"40'38 | 26   |        |
| 16  | Johnny Wickström   | MBA         | 35"42'05 | 23   |        |
| 17  | Karl Dauer         | MBA         | 35"48'01 | 31   |        |
| 18  | Mike Leitner       | MBA         | 35"52'43 | 20   |        |
| 19  | Thomas Pedersen    | MBA         | +1 ronde | 22   |        |
| 20  | Norbert Peschke    | MBA         | +1 ronde | 32   |        |
| 21  | Helmut Lichtenberg | MBA         | +1 ronde | 28   |        |
| 22  | Willy Hupperich    | Seel-MBA    | +1 ronde | 24   |        |
| 23  | Boy van Erp        | MBA         | +1 ronde | 17   |        |
| 24  | Adolf Stadler      | MBA         | +1 ronde | 33   |        |
| 25  | Beat Sidler        | MBA         | +1 ronde | 36   |        |
| 26  | Peter Balaz        | MBA         | +1 ronde | 30   |        |
| 27  | Wilhelm Lücke      | MBA         | +1 ronde | 35   |        |
| 28  | Jussi Hautaniemi   | MBA         | +1 ronde | 15   |        |
| 29  | Robert Hmeljak     | MBA         | +1 ronde | 34   |        |
| 30  | Luca Cadalora      | MBA         | +1 ronde | 8    |        |

#### Niet gefinisht
| Coureur            | Merk | Oorzaak | Grid |
| ------------------ | ---- | ------- | ---- |
| Fabio Meozzi       | MBA  |         | 4    |
| Thierry Feuz       | MBA  |         | 16   |
| Giuseppe Ascareggi | MBA  |         | 21   |
| Alex Bedford       | MBA  |         | 25   |
| Robin Appleyard    | MBA  |         | 27   |

#### Niet gestart
| Coureur  | Merk | Oorzaak                  | Grid |
| -------- | ---- | ------------------------ | ---- |
| Ton Spek | MBA  | Vastloper in opwarmronde | 29   |

### Top tien tussenstand 125cc-klasse
| Pos. | Coureur            | Merk        | Ptn. |
| ---- | ------------------ | ----------- | ---- |
| 1    | Pier Paolo Bianchi | MBA         | 48   |
| 2    | Fausto Gresini     | FMI-Garelli | 39   |
| 3    | Ezio Gianola       | FMI-Garelli | 30   |
| 4    | August Auinger     | Bartol-MBA  | 27   |
| 5    | Bruno Kneubühler   | LCR-MBA     | 23   |
| 6    | Domenico Brigaglia | MBA         | 18   |
| 7    | Lucio Pietroniro   | MBA         | 14   |
| 8    | Jean-Claude Selini | MBA         | 13   |
| 9    | Johnny Wickström   | MBA         | 10   |
| 9    | Olivier Liégeois   | MBA         | 10   |

## Zijspanklasse

### De training
Vooral de zijspanrijders werden tijdens hun trainingen getroffen door zware regenbuien. Toen het even droog was reden Egbert Streuer en Bernard Schnieders de snelste tijd, maar de verschillen met de concurrentie waren klein. Er gebeurden een aantal ongelukken, waarvan dat van Theo van Kempen/Geral de Haas het ernstigste leek toen zij op het snelste deel in de vangrail klapten. Toch bleef het beperkt tot materiële schade. 

#### Trainingstijden
| Pos | Coureur          | Bakkenist          | Merk               | Tijd    |
| --- | ---------------- | ------------------ | ------------------ | ------- |
| 1.  | Egbert Streuer   | Bernard Schnieders | LCR-Yamaha         | 1"23'27 |
| 2.  | Rolf Biland      | Kurt Waltisperg    | Krauser-LCR-Yamaha | 1"23'35 |
| 3.  | Werner Schwärzel | Fritz Buck         | Krauser-LCR-Yamaha | 1"23'84 |
| 4.  | Steve Webster    | Tony Hewitt        | LCR-Yamaha         | 1"24'56 |
| 5.  | Markus Egloff    | Urs Egloff         | LCR-Yamaha         | 1"24'74 |
| 6.  | Alfred Zurbrügg  | Martin Zurbrügg    | LCR-Yamaha         | 1"24'94 |
| 7.  | Alain Michel     | Jean-Marc Fresc    | Krauser-LCR-Yamaha | 1"25'11 |
| 8.  | Derek Jones      | Brian Ayres        | LCR-Yamaha         | 1"25'34 |
| 9.  | Masato Kumano    | Helmut Diehl       | LCR-Yamaha         | 1"25'40 |
| 10. | Hans Hügli       | Andreas Schütz     | LCR-Yamaha         | 1"26'44 |

### De race

#### Eerste manche
In de zijspanrace gingen de combinaties Rolf Biland/Kurt Waltisperg, Egbert Streuer/Bernard Schnieders en Werner Schwärzel/Fritz Buck er gedrieën vandoor, waarbij Schwärzel over het meeste vermogen leek te beschikken terwijl Streuer en Biland het verschil met goed stuurwerk moesten goedmaken. Ook tijdens deze race begon het echter te regenen en omdat het hele veld op slicks stond besloot de wedstrijdleider om voor de tweede keer op dag af te vlaggen, net toen Biland 0,2 seconde achter Schwärzel zat en Streuer daar weer 0,73 seconde achter. 

#### Tweede manche
Bij de herstart wist Streuer dus dat hij ongeveer een seconde voor Schwärzel moest finishen, maar hij kwam pas als voorlaatste weg. Schwärzel had ook geen goede start, maar kon toch aanhaken bij Biland. Na het optellen van de tijden van beide manches bleek Biland de snelste, gevolgd door Schwärzel en Steve Webster, die zijn achterstand van tien seconden op Streuer in de eerste manche in de tweede had weten goed te maken.

#### Uitslag zijspanklasse
| Pos | Coureur              | Bakkenist          | Merk               | Tijd     | Grid     | Punten   |
| --- | -------------------- | ------------------ | ------------------ | -------- | -------- | -------- |
| 1   | Rolf Biland          | Kurt Waltisperg    | Krauser-LCR-Yamaha | 35"53'64 | 2        | 15       |
| 2   | Werner Schwärzel     | Fritz Buck         | Krauser-LCR-Yamaha | 35"59'61 | 3        | 12       |
| 3   | Steve Webster        | Tony Hewitt        | LCR-Yamaha         | 36"10'27 | 4        | 10       |
| 4   | Egbert Streuer       | Bernard Schnieders | LCR-Yamaha         | 36"20'75 | 1        | 8        |
| 5   | Alfred Zurbrügg      | Martin Zurbrügg    | LCR-Yamaha         | 36"47'12 | 6        | 6        |
| 6   | Mick Barton          | Simon Birchall     | LCR-Yamaha         |          |          | 5        |
| 7   | Derek Bayley         | Brian Nixon        | LCR-Yamaha         |          |          | 4        |
| 8   | Hans Hügli           | Andreas Schütz     | LCR-Yamaha         |          | 10       | 3        |
| 9   | Masato Kumano        | Helmut Diehl       | LCR-Yamaha         |          | 9        | 2        |
| 10  | Rolf Steinhausen     | Bruno Hiller       | Busch-ARO          |          |          | 1        |
| 11  | Hein van Drie        | Iain Colquhoun     | LCR-Yamaha         |          |          |          |
| 12  | René Progin          | Yvan Hunziker      | Seymaz-Yamaha      |          |          |          |
| 13  | Hans-Rüdi Christinat | Markus Fährni      | LCR-Yamaha         |          |          |          |
| 14  | Onbekend             | Onbekend           | Onbekend           | Onbekend | Onbekend | Onbekend |
| 15  | Frank Wrathall       | Phil Spendlove     | Seymaz-Yamaha      |          |          |          |

#### Niet gefinisht
| Coureur         | Bakkenist      | Merk       | Grid | Oorzaak   |
| --------------- | -------------- | ---------- | ---- | --------- |
| Markus Egloff   | Urs Egloff     | LCR-Yamaha | 5    |           |
| Derek Jones     | Brian Ayres    | LCR-Yamaha | 8    |           |
| Theo van Kempen | Geral de Haas  | LCR-Yamaha | 11   | Vastloper |
| Hein van Drie   | Iain Colquhoun | LCR-Yamaha | 17   |           |

#### Niet gestart
| Coureur      | Bakkenist       | Merk               | Grid | Oorzaak |
| ------------ | --------------- | ------------------ | ---- | ------- |
| Alain Michel | Jean-Marc Fresc | Krauser-LCR-Yamaha | 7    | Ketting |

#### Niet gekwalificeerd
| Coureur     | Bakkenist             | Merk        | Grid |
| ----------- | --------------------- | ----------- | ---- |
| Martin Kooy | Raimond van den Groep | Kova-Yamaha | 23   |

### Top tien tussenstand zijspanklasse
| Pos. | Coureur          | Bakkenist          | Merk               | Ptn. |
| ---- | ---------------- | ------------------ | ------------------ | ---- |
| 1    | Werner Schwärzel | Fritz Buck         | Krauser-LCR-Yamaha | 27   |
| 2    | Rolf Biland      | Kurt Waltisperg    | Krauser-LCR-Yamaha | 23   |
| 3    | Steve Webster    | Tony Hewitt        | LCR-Yamaha         | 22   |
| 4    | Egbert Streuer   | Bernard Schnieders | LCR-Yamaha         | 18   |
| 5    | Alfred Zurbrügg  | Martin Zurbrügg    | LCR-Yamaha         | 12   |
| 6    | Hans Hügli       | Andreas Schütz     | LCR-Yamaha         | 7    |
| 7    | Mick Barton      | Simon Birchall     | LCR-Yamaha         | 5    |
| 7    | Alain Michel     | Jean-Marc Fresc    | LCR-Yamaha         | 5    |
| 9    | Derek Bayley     | Brian Nixon        | LCR-Yamaha         | 4    |
| 10   | Markus Egloff    | Urs Egloff         | LCR-Yamaha         | 3    |

## Trivia

### Protest
HRC diende na afloop van de 500cc-race een protest in tegen vier rijders (Christian Sarron, Raymond Roche, Tadahiko Taira en Takazumi Katayama) omdat HRC zelf had geconstateerd dat ze na de opwarmronde nog banden hadden gewisseld. Katayama was nog wel een Rothmans-HRC-rijder, maar stond onder contract bij Rothmans International, niet bij HRC. Bovendien zou het oneerlijk zijn geweest zijn naam weg te laten. Het protest werd echter niet gehonoreerd door de internationale jury, omdat niet alle (veertien) rijders die banden gewisseld hadden werden genoemd. Daar ging het HRC echter ook niet om: men wilde de FIM dwingen en goed reglement voor dit soort situaties te maken en de organisatoren om dit ook te handhaven. 

### Sjekkie
Hoewel ze gesponsord werden door het sigarettenmerk "Barclay", rookten Egbert Streuer en Bernard Schnieders allebei shag. En zij niet alleen: in de pauze tussen de beide manches van de zijspanrace kwam Werner Schwärzel bij Streuer ook even een sjekkie draaien. 

### Druk (1)
Rolf Biland gebruikte in Oostenrijk zijn Yamaha TZ 500-motor, maar was bezig met het ontwikkelen van een eigen viercilindertweetaktmotor, de "Krauser L4". Voor die ontwikkeling was echter niet veel tijd, want hoewel teamsponsor Mike Krauser hem altijd alle ruimte gaf om te experimenteren, deed hoofdsponsor Rothmans dat niet. Rothmans wilde prestaties zien, het liefst de wereldtitel. 

### Druk (2)
Raymond Roche had in het seizoen 1984 als privérijder alle kans om de fabrieksrijders het leven zuur te maken, soms geholpen door HRC, dat hem regelmatig een fabrieks-Honda NS 500-blok gaf. Als fabriekscoureur voor Marlboro-Yamaha ondervond hij echter veel meer druk door het grote team en de hooggespannen verwachtingen. Hij vertelde de pers in Oostenrijk dat hij zich "bepaald niet happy" voelde.

### Feestje
Kel Carruthers kreeg de felicitaties van Yamaha omdat hij een nieuw record vestigde. Onder zijn verantwoordelijkheid ging voor de 76e keer een 500cc-Yamaha van start en de laatste 25 keer waren de Yamaha's niet één keer uitgevallen. Misschien was dit ook wel de reden van de aanwezigheid van Kenny Roberts, die de Oostenrijkse GP bezocht als toeschouwer om daarna door te reizen om de 8 uur van Suzuka te gaan rijden. Met Roberts beleefde Carruthers zijn grootste successen, niet alleen in het wereldkampioenschap wegrace, maar ook in de Daytona 200.
1927 · 1928 · 1929 · 1930 · 1947 · 1948 · 1950 · 1951 · 1952 · 1953 · 1954 · 1955 · 1956 · 1957 · 1958 · 1959 · 1960 · 1961 · 1962 · 1963 · 1964 · 1965 · 1966 · 1967 · 1968 · 1969 · 1970 · 1971 · 1972 · 1973 · 1974 · 1975 · 1976 · 1977 · 1978 · 1979 · 1981 · 1982 · 1983 · 1984 · 1985 · 1986 · 1987 · 1988 · 1989 · 1990 · 1991 · 1993 · 1994 · 1996 · 1997 · 2016 · 2017 · 2018 · 2019 · 2020 · 2021 · 2022 · 2023 · 2024 · 2025